# Filozofia nowej muzyki
Filozofia nowej muzyki (niem. Philosophie der neuen Musik) – książka Theodora Wiesengrunda Adorna z zakresu filozofii i estetyki muzyki, a także socjologii muzyki, powstała w latach 1940-48, a wydana w 1949. Tekst za punkt wyjścia przyjmuje tezy, przedstawione w badaniach Princeton Radio Research Project, a dotyczące charakteru komunikacji muzycznej za pośrednictwem radia.
Autor, tłumacząc ograniczenie omawianego materiału do twórczości Igora Strawińskiego i Arnolda Schönberga, stwierdza, że istota  (...) nowej muzyki znajduje właściwy wyraz dopiero w jej skrajnościach (...) Dlatego właśnie, a nie pod złudnym wrażeniem wielkich osobowości, omawiamy tylko tych dwóch twórców. Adorno uważał, że ci dwaj reprezentowali jej [nowej muzyki] główne, przeciwstawne tendencje: akceptację status quo (antyhumanizm, obiektywizacja, skostnienie, nieautentyczność) u Strawińskiego i radykalny wobec niego sprzeciw (niepokój, subiektywizm, wolność, autentyczność) w twórczości Schönberga.
Adorno stawia we wprowadzeniu tezę, że racja bytu nowatorskiej muzyki tkwi nie tyle w jej pozytywnej treści, ile w tym, że przez swą zorganizowaną beztreściowość zadaje ona kłam treści ustroju społecznego, który odrzuca, co Fubini uznaje za niemal profetyczną zapowiedź pewnych cech muzyki najnowszej awangardy, która kwestionuje samą możliwość ekspresji muzycznej, odrzuca ideę kompozycji jako zorganizowanej, pełnej i spójnej struktury, mającej być przedmiotem podziwu w salach koncertowych i operowych, i proponuje w zamian fetyszyzację materiału dźwiękowego.
Na książkę składa się wstęp i dwie części, poświęcone dwóm kompozytorom:
1. Wprowadzenie (niem. Einleitung)
2. Schönberg, czyli postęp (niem. Schönberg und der Fortschritt)
3. Strawiński, czyli restauracja przeszłości (niem. Strawinsky und die Reaktion)